# Ghisonaccia
Ghisonaccia (korsisch Ghisunaccia oder A Ghisunaccia) ist eine Gemeinde mit 4246 Einwohnern (Stand 1. Januar 2022) auf der zu Frankreich gehörenden Mittelmeerinsel Korsika.

## Geographie
Der Ort liegt ziemlich in der Mitte der Ostküste von Korsika zwischen Bastia und Porto Vecchio, zwar nicht direkt am Meer bzw. der Costa Serena („Ruhige Küste“), jedoch nur etwa 3,5 Kilometer Luftlinie davon entfernt. Etwas nordöstlich in der Nähe befindet sich der See von Urbino, ein größeres Salzwasser-Stillgewässer.

## Demographie
Entwicklung der Einwohnerzahl:
- 1962: 1540
- 1968: 2473
- 1975: 3240
- 1982: 3297
- 1990: 3270
- 1999: 3168
- 2007: 3360
- 2017: 4225

## Wirtschaft
An der Küste wurden beginnend Anfang der 1980er Jahre zwischen dem Fium Orbo und dem Naturschutzgebiet Pinia einige Ferienanlagen erbaut.
Auf dem Gemeindegebiet gelten kontrollierte Herkunftsbezeichnungen (AOC) für Brocciu, Honig (Miel de Corse - Mele di Corsica), Olivenöl (Huile d’olive de Corse - Oliu di Corsica) und Wein (Vin de Corse oder Corse blanc, rosé und rouge) sowie geschützte geographische Angaben (IGP) für Clementinen (Clémentine de Corse) und Wein (Ile de Beauté blanc, rosé oder rouge und Méditerranée blanc, rosé und rouge).

## Verkehr

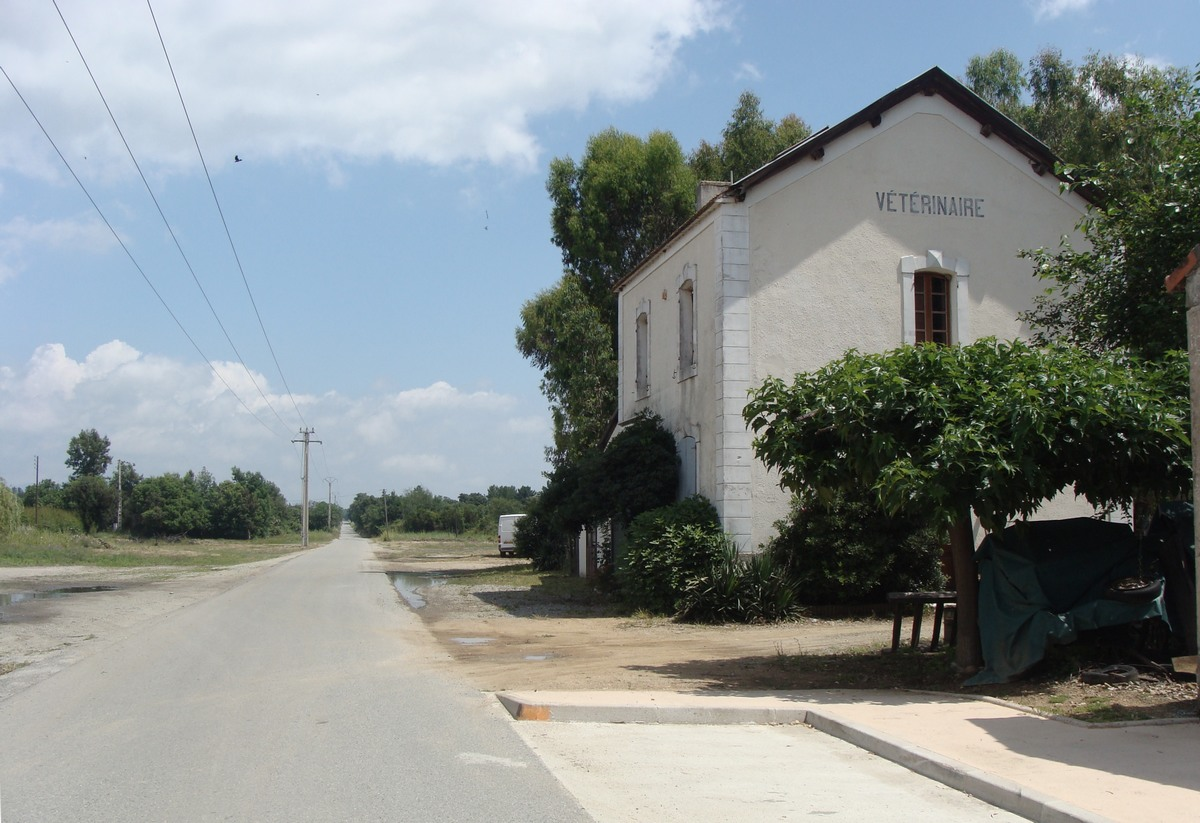
Empfangsgebäude des ehemaligen Bahnhofs Ghisonaccia – heute: Tierarztpraxis (Vétérinaire)

Ghisonaccia ist an das Netz der Nationalstraßen angeschlossen. 
1888 erreichte die spätere Bahnstrecke Casamozza–Porto-Vecchio Ghisonaccia. 1930 wurde sie nach Süden Richtung Porto-Vecchio verlängert. Beim Rückzug der deutschen Wehrmacht aus Korsika im September 1943 wurde die Bahnstrecke zerstört und nach dem Zweiten Weltkrieg nicht wieder aufgebaut. Das Empfangsgebäude des ehemaligen Bahnhofs ist erhalten und beherbergt heute eine Tierarztpraxis.